# John Paton Davies
John Paton Davies, Jr. (* 6. April 1908 in Kiating, Provinz Sichuan, China; † 23. Dezember 1999 in Asheville, North Carolina, USA) war ein US-amerikanischer Diplomat, der während der  McCarthy-Ära den Dienst quittieren musste.
Als einer der Fernost-Experten des amerikanischen Außenministeriums wurde Davies in der Zeit der McCarthy-Ära Opfer von Angriffen der so genannten „China Lobby“. Man versuchte, ihn als Sympathisanten des Kommunismus, als Spion hinzustellen, ihn und andere “China Hands” für den “Loss of China” (“Verlust Chinas”) an die chinesischen Kommunisten verantwortlich zu machen. Insgesamt wurde Davies neunmal einer so genannten Loyalitätsprüfung (Überprüfung seiner Staatstreue) unterzogen, die allerdings sämtlich keine Hinweise auf die ihm unterstellten Sympathien für die kommunistische Bewegung, seine angebliche Illoyalität, erbrachten.
Trotz alledem übten rechts-konservative Politiker der „China Lobby“, weiter so lange Druck auf Regierung bzw. Außenministerium aus, bis Davies im Jahre 1954 vom damaligen Außenminister John Foster Dulles entlassen wurde.
Erst 1969 wurde er endgültig von jedem Verdacht freigesprochen und voll rehabilitiert.

## Leben
Davies wurde in Kiating, Provinz Sichuan, China als Sohn von John Paton Davies, Sr. und dessen Ehefrau Helen Elizabeth (geb. MacNeil) geboren.
Seine Eltern waren (Baptisten-)Missionare. Er besuchte zwei Jahre lang das Experimental College der University of Wisconsin(-Madison), ging dann für ein Jahr zur Yanjing-Universität, Peking. Seinen Abschluss machte er, nach einem weiteren Studienjahr, im Jahre 1931 an der Columbia University. Anschließend arbeitete er für den Auswärtigen Dienst (Foreign Service) der Vereinigten Staaten.
1933 wurde er nach China gesandt. In den folgenden Jahren nahm er die amerikanischen Interessen in Kunming, Peking, Mukden und Hankou wahr, beobachtete das Vordringen der japanischen Streitkräfte in China, und half u. a. amerikanische Zivilisten vor den japanischen Truppen zu evakuieren. In Hankou – zur damaligen Zeit die Hauptstadt der Nationalisten (Kuomintang) – traf er mit führenden Kommunisten zusammen.
Er wurde Zeuge der Niederlagen, die den national-chinesischen Streitkräften durch die japanischen Truppen beigebracht wurden, als auch der exzessiven Übergriffe japanischer Soldaten. Als die japanischen Streitkräfte am 7. Dezember 1941 Pearl Harbor überfielen, befand sich Davies in Washington und arbeitete in der China-Abteilung des amerikanischen Außenministeriums. Es bot sich die Gelegenheit im Arbeitsstab von General Joseph Stilwell, der gerade zum Befehlshaber der amerikanischen Streitkräfte des chinesisch-burmesisch-indischen Kriegsschauplatzes („China-Burma-India theater“ / CBI) ernannt worden war, mitzuarbeiten. Im März 1942 traf Davies auf dem chinesisch-burmesisch-indischen Kriegsschauplatz ein und arbeitete dann als politischer Attaché von General Joseph Stilwell. Während eines kurzzeitigen Urlaubs in Washington, D.C. heiratete er am 24. August 1942 Patricia Grady. Anschließend kehrte er wieder nach Indien zurück. Er diente unter Stilwell, bis dieser im Oktober 1944 (aufgrund von Intrigen des damaligen amerikanischen Botschafters in China, Patrick Jay Hurley) abberufen wurde.

### Medal of Freedom
Am 2. August 1943 befand sich Davies zusammen mit 17 anderen Passagieren an Bord eines C-46 Transportflugzeugs auf einem Flug von China nach Indien. Die Motoren des Flugzeugs fielen aus, und die Passagiere konnten sich nur durch den Absprung mit dem Fallschirm retten.
Es dauerte über einen Monat, bis es der Gruppe gelang, sich den Weg aus dem Dschungel Burmas zu bahnen.
Alle Mitglieder der Gruppe bezeugten, dass es einzig und allein dem außerordentlichen Mut, Einfallsreichtum und Durchhaltewillen von John Paton Davies zu verdanken war, dass die gesamte Gruppe gerettet werden konnte.
Für diese herausragende Leistung wurde Davies im Jahre 1948 die Medal of Freedom verliehen.
Einer aus der Gruppe, Kriegskorrespondent Eric Sevareid, meinte noch viele Jahre später:
"I thought then, as I think now, that if ever again I were in deep trouble, the man I would want to be with would be this particular man."
(„Damals wie heute gilt für mich: Wenn ich irgendwann einmal wieder in große Schwierigkeiten geraten sollte, dann wünschte ich mir diesen außergewöhnlichen Mann an meiner Seite zu haben.“)
| Personendaten    | Personendaten                   |
| ---------------- | ------------------------------- |
| NAME             | Davies, John Paton              |
| KURZBESCHREIBUNG | US-amerikanischer Diplomat      |
| GEBURTSDATUM     | 6. April 1908                   |
| GEBURTSORT       | Kiating, Provinz Sichuan, China |
| STERBEDATUM      | 23. Dezember 1999               |
| STERBEORT        | Asheville, North Carolina, USA  |